# Stéphane Payen

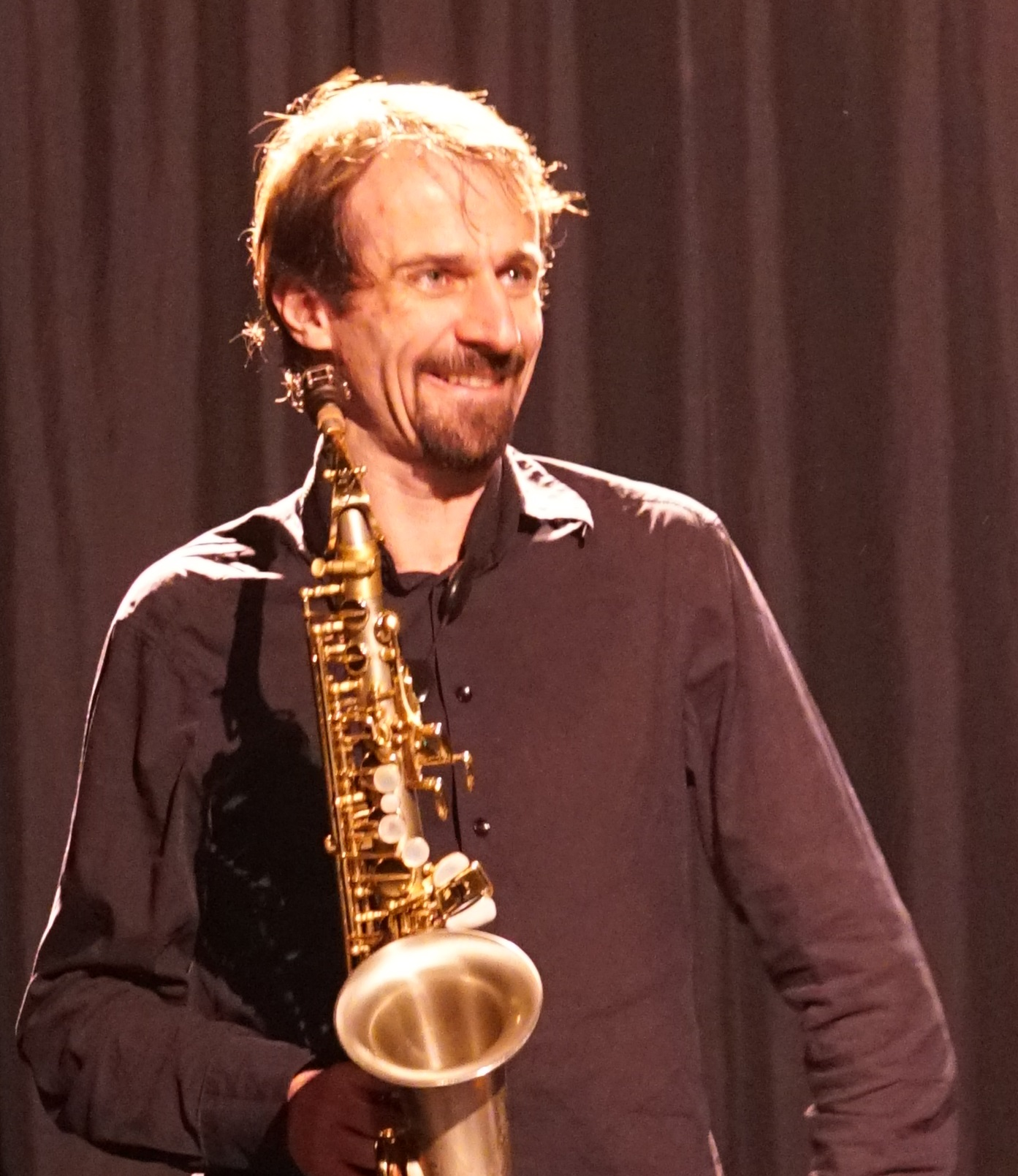
Stéphane Payen, 2015

Stéphane Payen (* 10. Oktober 1972 in Thiais) ist ein französischer Jazzmusiker (Altsaxophon, Komposition, Dirigat).

## Leben und Wirken
Payen erhielt ab dem Alter von 13 Jahren Saxophonunterricht bei Eric Régnier. Danach lernte er das Instrument alleine weiter, um dann bei Éric Barret zu studieren. Außerdem unterwiesen ihn Serge Adam und Benoît Delbecq. Weiter vertiefte er seine Kenntnisse auf Workshops mit Philippe Chagne, Pascal Gaubert, Franck Steckar, George Russell, Dave Liebman und Richie Beirach. 1993/94 studierte er am Berklee College of Music in Boston.
Zurück in Frankreich wurde gründete er seine Gruppe Thôt. Auch dirigierte er zwischen 1996 und 2000 verschiedene Orchester, vor allem bei Konzerten in den Instants Chavirés, die von der Vereinigung Mercoledi & Co organisiert wurden. Bis 2004 war er Mitglied des Kollektivs Hask (mit Steve Argüelles, Benoît Delbecq, Hubert Dupont und Guillaume Orti). Mit Makoto Sato und Sanne van Hek entstand das Improvisationsalbum Naxos no Mix (2010).
Payen leitet seit 2011 das Ensemble The Workshop, mit dem er mehrere Alben vorlegte. Gemeinsam mit Ingrid Laubrock leitete er zunächst ein Sextett, seit 2019 dann ein Quartett mit Chris Tordini und Tom Rainey (All Set, 2021). In seiner Band Morgan the Pirate widmete er sich der Musik von Lee Morgan. Gemeinsam mit dem Hip-Hop-Poeten Mike Ladd formierte er 2021 ein hochkarätig besetztes „Taschen-Orchester“, um sich mit der Aktualität des Werkes von James Baldwin zu beschäftigen.
Daneben arbeitete Payen in Duos mit Guillaume Orti (Volume I) und Daniel Erdmann (Bricabracomaniacs). Auch wirkte er mit Sylvain Cathalas Print de, dem Ensemble Nautilis (unter der Leitung von Christophe Rocher), Twins (mit Fred Jackson, Jr., Edward Perraud, Frank Rosaly; gleichnamiges Album 2017), dem Doug Hammond Quartet, Alban Darches Orphicube, dem Cabaret-Rocher Octet, Izumi Kimura oder Ronan Guilfoyle.
Als Komponist bewegt Payen sich an der Schnittstelle der Ästhetiken von Jazz und zeitgenössischer Musik; einige seiner Kompositionen sind auch von der südinidschen karnatischen Musik, der senegalesischen Sabarmusik oder dem Gesang der zentralafrikanischen Pygmäen beeinflusst. Zusätzlich zu der Musik, die den von ihm dirigierten Ensembles gewidmet ist, hat er Werke wie Dodecahedron für das mittelformatige European Saxophone Ensemble und Spring Waves für das Duo Reynaldo verfasst; 2008 schuf er das Saxophonquartett Xasax Game.
Seit 2010 lehrt Payen zudem am Regionalkonservatorium von Montreuil. Darüber hinaus leitete er Workshops bzw. Meisterklassen etwa an der Royal Academy of Music, der Sibelius-Akademie oder der École de Jazz et de Musique Actuelle Lausanne. Von 2009 bis 2016 war er einer der Leiter des Verlags Independent Border Editions, wo er daran arbeitete, eine internationale und unabhängige Datenbank für die Erhaltung des musikalischen Repertoires zu schaffen. Dieses Projekt wurde letztlich 2021 unter seiner Leitung im Rahmen von In’n Out verwirklicht.